# Giuseppe Zamboni
Pour les articles homonymes, voir Zamboni (homonymie).
Ne doit pas être confondu avec Giuseppe Zamponi.
Giuseppe Zamboni (1er juin 1776 - 25 juillet 1846) est un prêtre catholique romain et physicien connu pour avoir inventé la pile Zamboni, une pile primitive similaire à la pile voltaïque.

## Biographie
Giuseppe Zamboni nait, selon les sources, à Arbizzano en juin 1776. Peu après être sorti du séminaire à Vérone, Abate Zamboni est nommé à la chaire de physique du lyceum' de la ville.
Il meurt à Venise le 25 juillet 1846.

## Inventions

Pendule de Zamboni.

Zamboni est connu des étudiants de physique pour une version améliorée de pile voltaïque qu'il invente en 1812. Elle est construite en empilant des disques de feuilles d'argent, de zinc et de papier. L'humidité du papier sert de conducteur.
En pressant un grand nombre de ces disques dans un tube de verre une force électromotrice peut être obtenue, force suffisante pour dévier les feuilles d'un électroscope. En approchant les extrémités de deux piles l'une de l’autre et en suspendant une boule en laiton entre elles, Zamboni a conçu ce qu'on appelle une horloge électrique.
Il semble que l'Oxford Electric Bell au Clarendon Laboratory de l'Université d'Oxford utilise des piles Zamboni.

## Œuvres
- De la pile électrique, Vérone, 1812, où se trouve la description de la pile Zamboni à laquelle il a donné son nom ;
- Electro-moteur perpétuel, 1820, 2 vol. in-8° ;
- D’un appareil hydrostatique plus simple et universel dans les Mémoires de la société italienne, 1821, t. 19 ;
- De la théorie du mouvement composé, ibid., 1828, t. 20 ;
- Invention d’une horloge électrique, 1831 ;
- D’un micromètre électromagnétique (Annales des sciences du royaume lombardo- vénitien, 1832, t. 2) ;
- Description d’un nouveau galvanomètre, ibid., 1333 ;
- De la théorie électrochimique de la pile voltaïque, ibid., 1834, t. 4, et 1836, t. 16 ;
- De l’électricité statique, ibid., 1842 ;
- Nouvelle méthode pour l’appréciation de la force centrifuge, ibid., 1843 ;
- De la théorie de l’électrophore, ibid., 1844.

## Sources
- « Zamboni (Joseph) », dans Louis-Gabriel Michaud, Biographie universelle ancienne et moderne : histoire par ordre alphabétique de la vie publique et privée de tous les hommes avec la collaboration de plus de 300 savants et littérateurs français ou étrangers, 2e édition, 1843-1865 [détail de l’édition]